# Olli Välikangas
Olli Martti Johannes Välikangas, född 21 februari 1933 i Helsingfors, död där 10 september 2017, var en finländsk språkvetare.
Välikangas blev filosofie doktor 1966. Han var 1967–1973 docent i franska och 1968–1970 tillförordnad biträdande professor i romansk filologi vid Helsingfors universitet, 1970–1972 tillförordnad professor i romansk filologi vid Åbo universitet och 1973–1996 professor i detta ämne vid Helsingfors universitet. I doktorsavhandlingen över Honoré de Balzacs La Comédie Humaine (1965) förenade Välikangas ett språkligt perspektiv med ett litterärt. Han studerade också franska och finska verb kontrastivt med avseende på syntaxen.  
Han var son till arkitekten Martti Välikangas.

## Utmärkelser
- Officer av Akademiska palmen,  1987[2]
- Riddartecknet av I klass av Finlands Vita Ros’ orden,  16 februari 1990[3]

[Redigera Wikidata]